# Попался, который кусался!
«Попался, который кусался!» — рисованный мультипликационный фильм 1983 года, яркая детская киносказка режиссёра-мультипликатора Вячеслава Котёночкина. Продолжение мультфильма «Он попался!» 1981 года.

## Сюжет
Бобёр приходит к своему другу Барсуку с сообщением, что по следу их друга Мышонка идёт знаменитый разбойник и хулиган Лис. Друзья принимают решение помочь ничего не подозревающему Мышонку спастись. Тот в это время спокойно прогуливается по полянкам, напевая беззаботные песенки.
Друзья пытаются остановить Лиса, но оба терпят неудачу: Бобра, пытавшегося вразумить наглеца, что нехорошо обижать маленьких, тот забрасывает в пчелиное гнездо, где ему изрядно достаётся. Барсуку же, пытающемуся предупредить мышонка об опасности, Лис угрожает кулаком. Однако друзья не сдаются и всё же настигают Мышонка в тот момент, когда пьющий чай Зайчик успевает предупредить Мышонка об опасности. Мышонок, узнав, что за ним следили и хотели причинить вред, приходит в полную невменяемость, и с криком «Попался, который кусался!», накидывается на Лиса и несколько раз сильно его кусает. Лис пытается оказать сопротивление, однако, увидев Медведя, с позором убегает из леса.
Мышонок и его друзья, удовлетворённые результатом поединка, напевают финальную радостную торжественную песенку.

## Над фильмом работали
| автор сценария            | Григорий Остер |
| кинорежиссёр              | Вячеслав Котёночкин |
| художники-постановщики    | Светозар Русаков, Алексей Котёночкин |
| композитор                | Игорь Ефремов |
| кинооператор              | Светлана Кощеева |
| звукооператор             | Владимир Кутузов |
| художники-мультипликаторы | Виктор Лихачёв, Владимир Крумин, Виктор Арсентьев, Олег Сафронов, Марина Восканьянц, Антонина Алёшина, Сергей Аврамов                          |
| роли озвучивали           | Клара Румянова (Бобёр, Мышонок), Мария Виноградова (Барсук), Маргарита Корабельникова (Заяц), Вячеслав Богачёв (Лис), Николай Граббе (Медведь) |
| художники                 | Вера Харитонова, Инна Заруба, Сергей Маракасов, Зоя Монетова                                                                                   |
| ассистент режиссера       | Ольга Исакова |
| монтажёр                  | Галина Смирнова |
| редактор                  | Елена Никиткина |
| директор съёмочной группы | Лилиана Монахова |